# Diphosphore
Le diphosphore, P2, est une molécule diatomique formée de deux atomes de phosphore. Au contraire de l'azote, qui appartient à la même famille chimique, qui forme un composé stable N2 grâce à une triple liaison, le phosphore se réarrange sous la forme de P4, un tétraèdre, car les liaisons P-P de type π possèdent une énergie élevée. Le diphosphore est dès lors très réactif, son énergie de dissociation de liaison est de 490 kJ/mol, moitié de celle du diazote.